# 同性友爱
在社會學中，同性友愛（Homosociality）指的是，不是以戀愛或是異性相愛為基底而保持的關係，反而像是朋友關係、良師益友的關係，亦或是其他的友好關係。與同性社交相反的是異性社交，這裡的異性社交不是單純的異性戀愛的社交，而是只以友愛為基底的社交。群體關係則是包含超過兩個個體以上的關係，這個關係可能是同性社交（包含各類同性友好關係），異性社交（包含含有戀愛元素的關係以及單純友愛的異性關係）。
「同性友好社交」一詞被Eve Sedgwick通俗的使用在male homosocial desire的議論中。 早在1976年，Jean Lipman-Blumen定義「同性友愛」一詞就是對於同性成員較有偏好相對於異性成員。

## 實驗例證
在Rose的實驗中， 對介於20至28歲的男性與女性做一個同性與異性關係的測驗評估。結果顯示，相較於同性，受測者認為，異性關係較無幫助及忠心，而且友誼的建立，也是同性關係比異性關係來的好很多。
根據文化、家庭以及社會結構，同性偏好常被發現於3至9歲。
LaFreniere、Strayer和Gauthier實行一個長達三年的研究，觀察十五個年紀介於1至6歲的群體，其中有98位男孩與93位女孩。當他們研究童年時期的性別隔閡，研究員發現，性別隔閡會隨著年紀增長逐漸上升，而且大部分西方的小孩在3之4歲會顯現這些偏好。然而，在Harkenss and Super的研究中， 肯亞小孩以及其玩伴中未被發現這些偏好，直到他們6至9歲。研究員們在鄉村環境觀察152位肯亞的小孩，而且發現這些現象並未發生，一直到父母親的期望以及世俗性別本分增加。   
「這僅只是何時以及為何性別隔閡會出現，這也是世俗文化構成的職務與個體所產生的共同產品」。
這似乎是社會對於性別成員的偏見，早在孩童時期就可能發展出來。較特別地， 許多研究發現早期3、4歲時，孩子對於自我相同性別的成員，比起異性成員還來的有偏好。 換句話說，年輕的女孩較喜好女性(女孩與女人)比起男性(男孩與男人)。這項發現也完全相同於年輕的男孩。除此之外， 一個Carol Martin (1989) 的研究，發現 4.5歲大的男孩明顯地表達出更不喜歡一個女孩表現地像男孩，比起一個男孩表現地像女孩；但是，男孩在8.5歲時會表達出更加不喜歡一個男孩表現的像女孩。這年齡的差別，在暗示說，年僅4歲的小孩對於跟自己同性別，性別不一致的行為並不會那麼在意。然而，在8歲左右，男孩們會開始遵守以及欣賞社會所期許的男性—減少女性向的行為。 這種狀況也顯現在10至12歲的孩子同性社交方面。也就是說，女孩會喜好只跟女生來往的女性，而男孩會喜歡只跟男生來往的男性。

## 性別定位
同性友好，在定義上，意味著不是異性戀也不是同性戀。舉例來說，一位異性戀男性會去跟其他男性友好，可能是因為同好於異性戀 。這個術語時常被性別平等主義者拿來強調男性之間的團結一心。有一些性別平等主義者也認定這跟女性同好有著密切關聯，性別平權者與女同性戀者，隨著Audre Lorde(一位歌手)為例子，聲明「真實的性別平等主義者不會去在意女同志是否跟女人睡過」

## 歷史用途
同性友愛一詞，有時候會使用在中世紀文化中，只有男性騎士世界的生活。這詞也常被使用於大型歷史的男性職位，像是成為一名水手(例如，歷史學家Marcus Rediker使用該術語去敘述海盜世界)。 同性友愛並不必定為性關係 ; 他們僅只是相同性別的社交互動。
以下包括同性友好的處置 :
- 單一性別教育的機構或協會
- 聯誼會
- 修道院或者是寺院
- 軍隊（特別指過去以男性為主的軍隊，雖然現在各種性別都可以從軍）
- 監獄
- 正統猶太小學
- 競賽團隊，特別針對只有單性成員，或是單獨性別競賽（參賽者不是全為男性，要不就是全是女性）
- 女性或男性專有的社團

平實而言，越極端化性別角色以及受限於性別基因碼，越多的同性友愛者在社會群體中被發現。

## 研究論文

### 性別主義者提出的學說
性別平權學者，像是 Rosabeth Moss Kanter 以及 Heidi Hartmann 或 其它學者，強調，在男性友愛工作場所中，具有永恆感知的夥伴，通常主導著整個工作團隊的關係。Kantner 探討 「比喻 "同性友愛" - 如何重現他們強勢，僅透過與其他男性，合併並分享相同的工作空間以及特權」 ─雖然「後來的研究建議修改Kanter的一些基礎論據...[回應] "同性友愛"」。 Timothy Laurie批評 同性友愛被用在社會學中較陽剛的部份，在現存良多的同性友愛的研究中，總是以「男性天生尋求他(男性)人的認同感與發言權為前提。」
是此，在神祕的男性關係圈中，特權通常都落於較女性向的男性，而以女性的關係來看，特權則是落在較為陽剛的女性。

### 同性友愛/同性性關係
這是關於同性友愛/同性性關係進一步的討論: 「如何探討,如果以總括來說,學者們在這個領域中，總把男同性友愛跟男同志們連接在一起，這是其中一個關鍵的問題」. Eve Kosofsky Sedgwick認為同性友愛跟同志是相關,據性別平權主義者和女同志說: 「正是這種廣泛的女性忠誠同好(閨密)。Adrienne Rich曾提及過，並以雷絲邊著稱」.
同一時間, Sedgwick 認定「男同性友好，像是一個三角關係角色中的中間人。在這三角關係內,男性對於其他的男性是慷慨激昂的，但是不同於男同志，而女性則是以那樣的相處方式作為一個溝通理解的管道」。 Sedgwick's 分析「在戀愛三角關係中，兩位男性似乎是想爭取得一位女性的芳心...為發展。 René Girard說:「這樣的一個三角關係，會變成一場競賽對抗，事實上，這樣的行為確實會讓男性產生魅力」。 Girard爭辯說:「同性游移，邏輯上，是從對於一名男性產生榜樣/競爭對手，有時候，對於中間人明顯得有優勢比起女性，相對來講，女性還來的驅離。」.
也許在矛盾的潮流中，關於性的研究，在澳大利亞的研究中心，健康與社會，La Trobe University發現，「往往透過男性友好者作為介質，進而了解異性活動。」

## 兄弟之情
在興榮的文化中，兄弟之情一詞，最近被用來特別指稱，同性社交，而不是兩男之間沒有性關係的。兄弟情，最常被用在兩個異性戀同好的狀況，雖然這曾有過一些突出的名人gay-straight bromances。女性則是相同於姐妹情。

## 文學探討
Eve Sedgwick 說:「莎士比亞的詩集，似乎提供一個，單獨、難以掌握、具有深曾感受的話語，對於既冒險又滄桑的男性同好社交。」